# در ساحل (فیلم ۲۰۰۰)
در ساحل (به انگلیسی: On the Beach) یک تله‌فیلم آمریکایی درام در سبک آخرالزمانی محصول سال ۲۰۰۰ به کارگردانی راسل مالکهی با بازی آرماند آسانته، برایان براون و راشل وارد است. این فیلم در ۲۸ مه ۲۰۰۰ از شبکه شوتایم پخش شد.
این فیلم بازسازی فیلمی در سال (۱۹۵۹) است که همچنین بر اساس رمانی از نویل شوت در سال ۱۹۵۷ ساخته شده‌است، اما موقعیت داستان را به آینده فیلم در سال ۲۰۰۶ به روز می‌کند و با قرار دادن خدمه در یک کلاس خیالی در لس آنجلس شروع می‌شود.